# Son (pel·lícula de 2021)
Son és una pel·lícula de thriller de terror irlandesa-estatunidenca del 2021 escrita i dirigida per Ivan Kavanagh. És protagonitzat per Emile Hirsch, Andi Matichak i Luke David Blumm.. La pel·lícula segueix el història d'una ex fugitiva del culte que intenta salvar el seu fill dels intents del culte de fer-li mal mentre s'adona que alguna cosa sinistre ja podria haver envaït el seu fill.

## Argument
Mentre fuig d'un culte amb cotxe, Laura comença a patir i s'atura al costat de la carretera, on dóna a llum un nen. Vuit anys després, la Laura viu una vida normal amb el seu fill David. Una nit, quan mira en David, la Laura veu un grup de desconeguts al voltant del seu llit abans que la porta es tanqui de cop i es tanqui amb clau. La Laura va a la seva veïna Susan i li demana que truqui a la policia. En tornar a l'habitació de David, la gent se n'ha anat i David està estirat al llit i sembla malalt. Dos agents de policia, Paul i Steve, la visiten i, tot i que en Paul és comprensiu amb ella, Steve la menysprea perquè creu que està enganyada. Paul dóna a Laura la seva targeta i li diu que el truqui si passa alguna cosa més. Aquella nit, en David vomita sang i la Laura el porta a l'hospital.
A l'hospital, els metges no poden trobar la causa de la malaltia del David i adverteixen a Laura que potser no es recuperi. La Laura s'adorm al costat del llit d'en David i té un somni de retrospectiva al seu temps amb el culte, incloent-hi una pancarta amb les paraules "He Is Coming" pintades. Ella es desperta i descobreix que David s'ha recuperat miraculosament.
Finalment a casa, la Laura informa a Paul dels seus plans per vendre la casa i fugir. Paul, però, anima a Laura a quedar-se. Tots dos comencen a besar-se però s'interrompen quan David comença a cridar, i el troben convuls al seu llit. Després que en David torni a ser ingressat a l'hospital, la Laura escolta que els metges mantenen una conversa sospitosa, així que agafa David i fugen a casa de Susan. Mentre és allà, Susan està breument a càrrec de David quan la Laura marxa a buscar alguns articles. En tornar, la Laura descobreix que David ha assassinat la Susan i s'està menjant la seva carn i, en fer-ho, s'ha recuperat completament. Després de netejar en David, que sembla que no recorda el que va passar, la Laura pinta "He Is Coming" i el símbol del Cult a la paret, amb l'esperança de culpar-los. Ella i David tornen a fugir a un motel.
Mentrestant, l'Steve mostra a Paul una sèrie de retalls de diaris sobre el passat de Laura, on es revela que el seu nom és Anna i que era presonera d'un culte abusiu sexual. L'Steve planteja que la Laura està patint una crisi mental, però Paul expressa simpatia per ella. La Laura va a visitar el seu amic Jimmy, un company fugitiu del culte. Jimmy li revela a la Laura que quan estava al culte, va quedar embarassada per un dimoni. Steve i Paul localitzen a Jimmy, només per trobar-lo mort, amb diverses creus clavades a la boca i les paraules "He Is Coming" pintades amb sang al seu cos. Mentre està a un altre motel, en David li narra un somni inquietant que va tenir la Laura, i la Laura li diu a David que ja no el pot ajudar. Aquella nit, els cultistes s'endinsen a l'habitació del motel de Laura i David i la Laura els dispara, matant-los a tots, però quan encén els llums, es revela que no eren cultistes, sinó Steve i dos agents més.
Laura torna a la casa del Culte on realitza un ritu per convocar el dimoni, planejant donar-li David perquè pugui ser salvat. Just abans que el dimoni prengui David, Paul i un altre oficial s'endinsen a l'habitació i el dimoni desapareix. La Laura intenta apunyalar en David, però l'oficial la mata a trets abans que pugui matar-lo. En un hospital, David està estirat al llit i Paul l'alimenta la seva sang. Es revela a través de salts enrere que va ser Paul va ser qui va matar en Jimmy, i que durant tot aquest temps, ha estat membre del culte que ha estat manipulant la Laura. El dimoni apareix a l'habitació de l'hospital, i David abraça el seu pare/el dimoni quan acaba la pel·lícula.

## Repartiment
- Andi Matichak com a Laura
- Emile Hirsch com a Paul
- Luke David Blumm com a David
- Cranston Johnson com a Steve
- Blaine Maye com Jimmy Naegle
- J. Robert Spencer com el Dr. Bauhn
- Rocco Sisto com el Dr. Bradlee
- Kristine Nielsen Senyora Naegle
- Ethan McDowell Dr. Lundberg
- Erin Bradley Dangar com a Susan
- Adam Stephenson com a pare
- David Kallaway com a Pimp

## Producció
El rodatge es va produir el febrer de 2020. La producció va ser assetjada per una sèrie de desastres durant el rodatge a Mississipí, com ara dos tornados, un dels quals va aixecar un arbre enorme sobre una de les cases on havien de disparar l'endemà, forçant Kavanagh a reescriure l'escena, incorporant-ho a la història. Kavanagh també va ser abordat per un autoproclamat satanista al plató que va dir que estaven jugant amb les forces fosques i que haurien de parar, la qual cosa va donar pas als rumors que la pel·lícula estava maleïda.

## Estrena
RLJE Films va adquirir els drets de distribució de la pel·lícula, que va estrenar-se el 5 de març de 2021.

## Recepció

### Resposta crítica
A Rotten Tomatoes, la pel·lícula té un índex d'aprovació del 76% basat en les ressenyes de 42 crítics, amb una valoració mitjana de 6,40/10, amb el seu consens que afirma: "Una història de terror amb una ressonància emocional inesperada, Son  fa servir el seu enfocament familiar per contrarestar una certa familiaritat molesta".
Debopriyaa Dutta de screenrant.com va donar a la pel·lícula una puntuació de 3,5/5 (molt bé), dient: "Tot i que Son no ofereix una narració que sigui nova o innovadora, el malson thriller aconsegueix evocar una sensació palpable de por i malestar a través de flashbacks esgarrifosos, il·luminació esgarrifosa i apostes emocionals genuïnes... Encara que alguns podrien trobar el final molt previsible i poc desenvolupat en comparació amb la resta de la història, Son és un viatge emocionant cap a les entranyes sagnants del terror i la paranoia i, sens dubte, val la pena tenir-lo en compte".